# Wiesiołoje (Osetia Północna)
Wiesiołoje (ros. Весёлое) – wieś w Rosji, w Osetii Północnej, w rejonie mozdockim. W 2010 liczyła 860 mieszkańców.